# Drag Race Sverige
Drag Race Sverige är en svensk dragshowserie som hade premiär på SVT1 och SVT Play den 5 mars 2023. Serien är baserad på det amerikanska originalet RuPaul's Drag Race som sänts sedan 2009. Programmet leds av Robert Fux. Domare är bland andra Kayo och Farao Groth. RuPaul Charles, det vill säga den amerikanska programledaren är en av programmets exekutiva producenter. Programmet sänds även internationellt på streamingtjänsten WOW Presents Plus. Säsongen fick stor uppmärksamhet i svensk press.

## Tävlingsformat
I programmet tävlar ett antal dragqueens i diverse olika tävlingar i jakten om att bli nästa svenska dragstjärna. Förutom äran får vinnaren ett shownummer i Allsång på Skansen, och 100 000 kronor. Efter varje veckas avsnitt släppts även Drag Race Sverige: Otejpat! på SVT play, halvtimmeslånga avsnitt med extramaterial från programmet.

## Medverkande
I den första säsongen medverkade:
- Admira Thunderpussy (Stockholm)
- Almighty Aphroditey (Mora)
- Antonina Nutshell (Umeå, bor i Liverpool)
- Elecktra (Höllviken)
- Endigo (Stockholm, bor i Tokyo)
- Fontana (São Leopoldo, bor i Stockholm)
- Imaa Queen (Värnamo, bor i Stockholm)
- Santana Sexmachine (Leksand, bor i Berlin)
- Vanity Vain (Linköping, bor i Stockholm)

| Tävlande            | Avsnitt         | Avsnitt                         | Avsnitt          | Avsnitt                          | Avsnitt     | Avsnitt        | Avsnitt         | Avsnitt      |
| Tävlande            | 1 (4 mars)      | 2 (12 mars)                     | 3 (19 mars)      | 4 (26 mars)                      | 5 (2 april) | 6 (9 april)    | 7 (16 april)    | 8 (23 april) |
| ------------------- | --------------- | ------------------------------- | ---------------- | -------------------------------- | ----------- | -------------- | --------------- | ------------ |
| Admira Thunderpussy | TOPPEN          | VIDARE                          | VIDARE           | VINNARE                          | VINNARE     | LÅG            | VINNARE         | VINNARE      |
| Fontana             | VIDARE          | VIDARE                          | LÅG              | VIDARE                           | BOTTEN      | VINNARE        | VIDARE          | 2:A PLATS    |
| Vanity Vain         | VIDARE          | BOTTEN                          | VINNARE          | LÅG                              | TOPPEN      | TOPPEN         | BOTTEN          | 3:E PLATS    |
| Elecktra            | VIDARE          | VINNARE                         | BOTTEN           | TOPPEN                           | VIDARE      | BOTTEN         | UTSLAGEN        |              |
| Antonina Nutshell   | LÅG             | UTSLAGEN                        |                  | BOTTEN                           | LÅG         | UTSLAGEN       |                 |              |
| Santana Sexmachine  | TOPPEN          | TOPPEN                          | VIDARE           | VIDARE                           | UTSLAGEN    |                |                 |              |
| Imaa Queen          | VINNARE         | TOPPEN                          | TOPPEN           | UTSLAGEN                         |             |                |                 |              |
| Endigo              | BOTTEN          | LÅG                             | UTSLAGEN         |                                  |             |                |                 |              |
| Almighty Aphroditey | UTSLAGEN        |                                 |                  |                                  |             |                |                 |              |
| Gästdomare:         | Daniela Rathana | Tone Sekelius och Siw Malmkvist | Christer Lindarw | Arantxa Alvarez och Omar Rudberg | Loreen      | Caroline Hjelt | Shima Niavarani |              |

Förklaring:

## Utslagningar
| Avsnitt | Tävlande            | Tävlande | Tävlande           | Låt                                  | Utslagen            |
| ------- | ------------------- | -------- | ------------------ | ------------------------------------ | ------------------- |
| 1       | Almighty Aphroditey | vs.      | Endigo             | "Puss & Kram" (Daniela Rathana)      | Almighty Aphroditey |
| 2       | Antonina Nutshell   | vs.      | Vanity Vain        | "Jazzbacillen" (Siw Malmkvist)       | Antonina Nutshell   |
| 3       | Elecktra            | vs.      | Endigo             | "Sexual Revolution" (Army of Lovers) | Endigo              |
| 4       | Antonina Nutshell   | vs.      | Imaa Queen         | "Kitty Girl" (RuPaul)                | Imaa Queen          |
| 5       | Fontana             | vs.      | Santana Sexmachine | "Euphoria" (Loreen)                  | Santana Sexmachine  |
| 6       | Antonina Nutshell   | vs.      | Elecktra           | "Emergency" (Icona Pop)              | Antonina Nutshell   |
| 7       | Elecktra            | vs.      | Vanity Vain        | "Kisses of Fire" (Abba)              | Elecktra            |

## Gästdomare
- Daniela Rathana, artist
- Siw Malmkvist, artist
- Tone Sekelius, artist och programledare
- Christer Lindarw, drag-artist
- Fredrik Robertsson, mode-profil
- Arantxa Alvarez, programledare och artist
- Omar Rudberg, skådespelare och artist
- Loreen, artist
- Caroline Hjelt, artist i Icona Pop
- Shima Niavarani, skådespelare och artist

### Andra gäster
Gäster som medverkat i säsongen utan att ha agerat domare.
Avsnitt 1
- Peter Knutson, fotograf

Avsnitt 5
- Melanie Wehbe, låtskrivare och artist
- Patrick Jean, låtskrivare, artist och musikproducent
- Herman Gardarfve, låtskrivare och musikproducent

Avsnitt 6
- Robin Bengtsson, artist
- Niklas Andersson (Kiropraktor/ coach)
- Simon Sköld, MMA-utövare
- Anthony Yigit, boxare
- Robert Eirfjell